# Human (Radiodervish)
Human è un album discografico in studio del gruppo musicale Radiodervish pubblicato nel 2013.

## Tracce
1. Velo di sposa
2. Birds
3. Lontano
4. In fondo ai tuoi occhi
5. Il lamento dei mendicanti
6. Istanbul
7. Qualcosa oltre il sole
8. Voices in Your Heart
9. Quello che non dici
10. Stay Human